# 오쿠마 시게노부
오쿠마 시게노부(일본어: 大隈 重信, 1838년 3월 11일 ~ 1922년 1월 10일)는 일본 사가번 무사 출신의 정치인이자 교육자로 작위는 후작이다.      제8대, 제17대 내각총리대신을 역임하였으며, 와세다 대학의 전신인 도쿄 전문 학교를 설립한 인물이기도 하다. 사가 7현인(佐賀の七賢人) 중 한사람이다.

## 초기 이력
사가번사 오쿠마 노부야스(大隈信保)의 장남으로 태어났다. 아명은 하치타로(八太郎). 7세때 번교 고도칸(향교와 비슷)에 입교하여 한학을 배웠다. 그러나 이곳에서 가르치는 유교이념에 반발하여 동료와 함께 번교의 개혁을 주장하기도 하였다. 이 때문에 퇴학당하고, 후에 국학자에게서 국학(일본 전통사상)을 배웠다. 이후 번의 난학료(蘭学寮, 네덜란드 학문 교습소)에 입학하여 서양학문을 공부했고, 난학료와 고도칸이 합쳐지면서 여기서 네덜란드 학문을 가르쳤다.
1865년 사가 번이 나가사키에 영어학교 지엔칸(致遠館)를 열자 번주인 후쿠시마 다네도미와 함께 이를 지도하고 자신도 직접 영어를 배웠다. 또한 막부를 전복하고 왕정복고를 추구하는 존왕파로 활동하였다. 1867년 막부의 쇼군 도쿠가와 요시노부에게 하야를 권고하려고 상경하던 중 체포되어 사가로 송환되었다.

## 메이지 유신
메이지 유신이 성공하자 존왕파였던 오쿠마는 외국사무국의 판사(담당자)에 임명되었다. 이를 통해 외국과의 교섭을 담당하게 되었고, 1869년부터는 회계관 부지사에 임명되어 재정 금융분야도 책임지게 되었다.
1873년 5월 대장성 사무 총재에 임명되었고, 10월부터는 대장경(大蔵卿)이 되었다. 오쿠마는 이토 히로부미와 이노우에 가오루와 같은 젊은 인재를 등용하고 기도 다카요시와 연합하여 급진적인 근대화를 추진, 오쿠보 도시미치를 견제하였다. 그가 담당한 대장성은 봉건적인 토지제도를 근대화하는 지조(地租) 개혁사업을 담당하였고, 산업 진흥정책도 추진하였다.
당시 이러한 국내 개혁작업이 한창이었기 때문에 오쿠마는 사이고 다카모리의 정한론에 반대하였다. 실각한 사이고가 고향에서 반란을 일으키자 (세이난 전쟁), 오쿠마는 전비지출에 관한 재정운용을 책임졌다.
이후 자유 민권 운동이 전개되자 오쿠마는 이에 동조하여 헌법 제정과 국회의 개설을 요청하는 의견서를 냈다. 이후 정책 차이를 둘러싸고 친구였던 이토, 사쓰마 파벌과 대립하였다. 오쿠마는 재정운용의 실패 때문에, 1881년 참의에서 해임되어 정부를 떠났다.

## 하야 이후
재야에서 오쿠마는 국회 개설에 대비하여 1882년 입헌개진당(立憲改進党)을 창당하였다. 여기에는 고노 아즈사, 오자키 유키오, 이누카이 쓰요시, 야노 류케이 등이 참여하였다. 그리고 이해 10월 현재 와세다 대학의 전신이 되는 도쿄전문학교를 도쿄 교외인 와세다에 창립하였다.

## 총리 취임과 정계 은퇴
오쿠마의 외교 능력을 높이 평가하던 당시 총리 이토는 서구 열강과 맺은 불평등 조약을 개정하기 위해 1888년 2월 정적이었던 오쿠마를 외무대신으로 임명하였다. 이해 구로다 기요타카가 다시 총리에 취임하지만, 오쿠마는 외상에 유임되었다. 이후 오쿠마의 정책에 반대하는 극우단체 겐요샤(玄洋社)의 조직원이 던진 폭탄에 의해 오쿠마는 오른쪽 다리를 잃었고, 이것 때문에 사임하였다.
1896년 제2차 마쓰카타 내각에서 다시 외상에 임명되지만 사쓰마 파벌과의 대립으로 1897년 사임하였다. 1898년 6월 다시 헌정당(憲政黨)을 창당하였고, 이어 메이지 유신 이후 정계를 지배하던 사쓰마파, 조슈파가 아닌 최초의 총리대신이 되었다. 또한 이는 일본 최초로 정당이 조직한 내각이었다. 그러나 당내의 파벌다툼이 격심하여 헌정당은 해산되고, 4개월만에 내각은 총사직하였다. 이후 다시 옛 헌정당에서 자신의 파벌이었던 진보당을 주체로 한 헌정본당(憲政本党)을 이끌기도 하였다.
이후 1907년 정계를 은퇴하고 와세다 대학 총장에 취임하였다. 또한 서유럽의 문헌의 일본어 번역 사업, 남극탐험사업 등을 추진하였다.

## 정계 복귀
이후 다시 정계에 복귀하여 1914년 야마모토 곤노효에의 뒤를 이어 다시 총리가 되었다. 이해 7월 제1차 세계대전이 발발하자, 중국대륙에서의 독일제국의 이권을 빼앗기 위해 8월에 이에 선전포고를 하였다. 다음해는 외상 가토 다카아키와 함께 중화민국에 제국주의적인 21개조 요구를 하였다. 그러나 내무상 오우라 마사다케의 독직사건이 일어나서 국민의 지지를 잃고 1916년 10월 사퇴하였다. 그리하여 정계에서 완전히 은퇴하였다.

## 이후
그는 총리 재임시 후작 작위를 받았다. 1922년 도쿄 와세다에서 사망하였다. 그는 국민으로부터 존경을 많이 받았다. 그의 장례는 국민장으로 치러졌는데, 영결식이 치러지던 히비야 공원 추모인파가 전례가 없이 가득 모였고, 운구가 지나는 연도에도 많은 시민들이 나와 추모인파에 동참했다.

## 같이 보기
- 제1차 오쿠마 내각
- 제2차 오쿠마 내각
- 와세다 대학